# Кубок Грузії з футболу 2000—2001
Кубок Грузії з футболу 2000–2001 — (також відомий як Кубок Давида Кіпіані) 11-й розіграш кубкового футбольного турніру у Грузії. Титул вдруге здобув Торпедо (Кутаїсі).

## Календар
| Раунд      | Дата                | Матчі | Клуби  |
| ---------- | ------------------- | ----- | ------ |
| 1/8 фіналу | 7/21 листопада 2000 | 16    | 16 → 8 |
| 1/4 фіналу | 6/10 грудня 2000    | 8     | 8 → 4  |
| 1/2 фіналу | 1/15 травня 2001    | 4     | 4 → 2  |
| Фінал      | 26 травня 2001      | 1     | 2 → 1  |

## 1/8 фіналу
| Команда 1                | Заг. | Команда 2                 | 1-й матч | 2-й матч |
| ------------------------ | ---- | ------------------------- | -------- | -------- |
| 7/21 листопада 2000      |      |                           |          |          |
| Торпедо (Кутаїсі)        | 4:2  | Динамо (Батумі)           | 2:0      | 2:2      |
| Динамо (Тбілісі)         | 4:2  | Сіоні (Болнісі)           | 4:0      | 0:2      |
| Гурія (Ланчхуті) (2)     | 0:6  | Локомотив (Тбілісі)       | 0:1      | 0:5      |
| ФК Тбілісі (2)           | 1:2  | Мерані-91                 | 0:1      | 1:1      |
| Колхеті-1913 (Поті)      | 5:0  | Металургі (Зестафоні) (2) | 6:0      | 4:1      |
| Діла (Горі)              | 3:1  | Горда (Руставі)           | 2:0      | 1:1      |
| ВІТ Джорджія             | 7:1  | Динамо (Зугдіді) (2)      | 3:0      | 4:1      |
| Самгуралі (Цхалтубо) (2) | 2:0  | ТДУ Тбілісі               | 2:0      | 0:0      |

## 1/4 фіналу
| Команда 1                | Заг.    | Команда 2           | 1-й матч | 2-й матч |
| ------------------------ | ------- | ------------------- | -------- | -------- |
| 6/10 грудня 2000         |         |                     |          |          |
| Динамо (Тбілісі)         | 0:1     | ВІТ Джорджія        | 0:1      | 0:0      |
| Самгуралі (Цхалтубо) (2) | 2:2 (ч) | Локомотив (Тбілісі) | 1:2      | 1:0      |
| Діла (Горі)              | 4:8     | Мерані-91           | 1:2      | 3:6      |
| Колхеті-1913 (Поті)      | 1:2     | Торпедо (Кутаїсі)   | 1:1      | 0:1      |

## 1/2 фіналу
| Команда 1           | Заг. | Команда 2         | 1-й матч | 2-й матч |
| ------------------- | ---- | ----------------- | -------- | -------- |
| 1/15 травня 2001    |      |                   |          |          |
| Локомотив (Тбілісі) | 3:0  | Мерані-91         | 2:0      | 1:0      |
| ВІТ Джорджія        | 1:3  | Торпедо (Кутаїсі) | 1:2      | 0:1      |

## Фінал
| 26 травня 2001 |

| Торпедо (Кутаїсі) | 0:0 пен. 4:3 | Локомотив (Тбілісі) |
| ----------------- | ------------ | ------------------- |
|                   | Протокол     |                     |

| Динамо Арена імені Бориса Пайчадзе, Тбілісі Глядачів: 35 000 Арбітр: Кахабер Месхі |